# Хёффнер, Йозеф
Йозеф Хёффнер (нем. Joseph Höffner; 24 декабря 1906, Хорхаузен, Германская империя — 16 октября 1987, Кёльн, ФРГ) — немецкий кардинал. Епископ Мюнстера с 9 июля 1962 по 6 января 1969. Титулярный архиепископ Аквилеи и коадъютор Кёльна с правом наследования с 6 января по 24 февраля 1969. Архиепископ Кёльна с 24 февраля 1969 по 14 сентября 1987. Председателем Конференции католических епископов Германии с 1976 по 1987. Кардинал-священник с титулом церкви Сант-Андреа-делла-Валле с 28 апреля 1969.

## Биография
Родился 24 декабря 1906 года в Хорхаузене в Вестервальде, и был первым из семи детей в семье.
После окончания средней школы в Трире в 1926 году он учился в Папском Григорианском университете в Риме. Там же в 1929 году защитил первую из четырёх докторских диссертаций. В 1932 году в Риме был рукоположен в сан священника, в 1934 году там же защитил вторую докторскую диссертацию на тему «социальной справедливости и социальной любви». После этого вернулся в Германию. Вначале он служил викарием Саарбрюкене. С 1937 года вновь занялся богословием и 1938 году защитил третью диссертацию в Университете Фрайбурга.
Свою оппозицию нацистскому режиму Хёффнер не ограничил теорией. С 1942 года он помогал скрывать от геноцида восьмилетнюю еврейку Эстер Мейеровиц, а в 1943 году с помощью своей сестры Хелен полгода прятал в своём доме в Хорхаузене доктора Эдит Новак, еврейку из Берлина, и её мужа-нееврея доктора Ханса Новака. Хёффнер не афишировал эту деятельность после войны и лишь 25 августа 2003 года израильский Институт Катастрофы и героизма «Яд Вашем» удостоил Йозефа Хеффнера и его сестру Хелен Хеффнер-Хесселер почетным званием «Праведник народов мира».